# Afdera (woreda)
Afdera je jedna od 31 worede u regiji Afar u Etiopiji. Ime je dobila po slanom jezeru Afdera, koje čini dio Afarske depresije.
Predstavlja dio Upravne zone 2. Graniči na jugozapadu s Upravnom zonom 4, na zapadu s Erebtijem i Abalom, na sjeveru s Berahleom, na sjeveroistoku s Eritrejom, a na jugozapadu s Upravnom zonom 1. Nema podataka o gradovima u ovoj woredi.
Prema podacima objavljenim od Središnje statističke agencije u 2005. godini, ova woreda je imala procijenjenih 19.381 stanovnika, od čega 8.742 muškarca i 10.639 žena. Ne postoje informacije o površini Abale, pa se ne može izračunati gustoća stanovništva.